# (21355) Pikovskaya
(21355) Pikovskaya est un astéroïde de la ceinture principale.

## Description
(21355) Pikovskaya est un astéroïde de la ceinture principale. Il fut découvert le 31 mars 1997 à Socorro (Nouveau-Mexique) par le projet LINEAR. Il présente une orbite caractérisée par un demi-grand axe de 2,94 UA, une excentricité de 0,12 et une inclinaison de 1,6° par rapport à l'écliptique.

## Compléments